# Holothuria dakarensis
Holothuria dakarensis is een zeekomkommer uit de familie Holothuriidae.
De wetenschappelijke naam van de soort werd in 1939 gepubliceerd door A. Panning.